# Терезино
Тере́зино (укр. Тере́зине) — посёлок в Белоцерковском районе Киевской области Украины.

## История
Посёлок городского типа с 1987 года.
В январе 1989 года численность населения составляла 1790 человек.
После создания в августе 1989 года агропромышленного комбината "Рось" находившееся в посёлке опытное хозяйство "Терезино" было включено в состав агропромышленного комбината.
На 1 января 2013 года численность населения составляла 1658 человек.